# Evenzio di Pavia
Evenzio di Pavia (anche Invenzio) (... – 8 febbraio 397) è stato un vescovo romano, vescovo di Pavia dal 381 al 397. È venerato come Santo dalla Chiesa cattolica.
Terzo vescovo di Pavia, fu nominato da Sant'Ambrogio, in quanto la diocesi di Pavia era (come adesso) suffraganea di Milano. Svolse la propria funzione pastorale dal 381 al 397.
È ricordato come un fermo e costante difensore della fede cattolica: partecipò al Concilio di Aquileia (381), che condannò gli ultimi vescovi ariani dell'Occidente, e al concilio di Milano (390), che condannò l'errore teologico di Gioviniano. In questo secondo concilio fu il primo firmatario della lettera inviata a papa Siricio.
Evenzio è citato da Sant'Ambrogio nella sua opera De officiis come difensore di una vedova, che rivendicava i beni che le spettavano.
Secondo la tradizione Evenzio morì l'8 febbraio 397, pochi mesi prima di Sant'Ambrogio, e fu sepolto nella chiesa dei Santi Nazario e Celso, che in suo onore venne rinominata chiesa di Sant'Evenzio. Il luogo della sepoltura fu dimenticato per secoli e fu riscoperto nel 1574 grazie a un'iscrizione lapidea. A causa dell'abbattimento della chiesa nel 1789, le sue reliquie furono trasportate nella chiesa del Gesù. Infine, a seguito della sconsacrazione di quest'ultima nel 1885, i resti di Sant'Evenzio furono traslati sotto l'altare della Cappella di San Giovanni Battista nella Cattedrale cittadina.